# Amorphophallus paeoniifolius
La patata de Telinga (Amorphophallus paeoniifolius) es una especie de planta herbácea perteneciente a la familia de las aráceas.

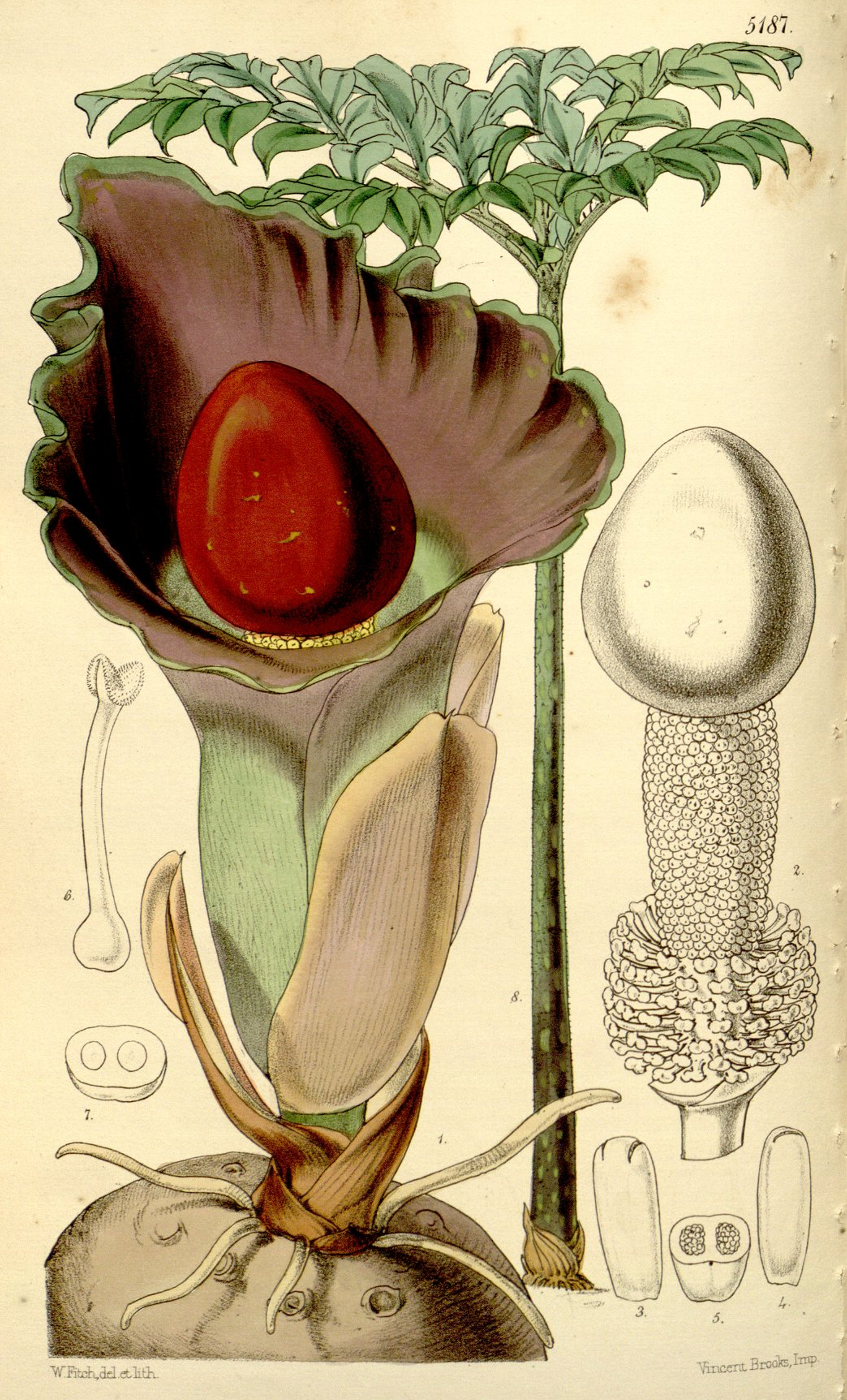
Ilustración

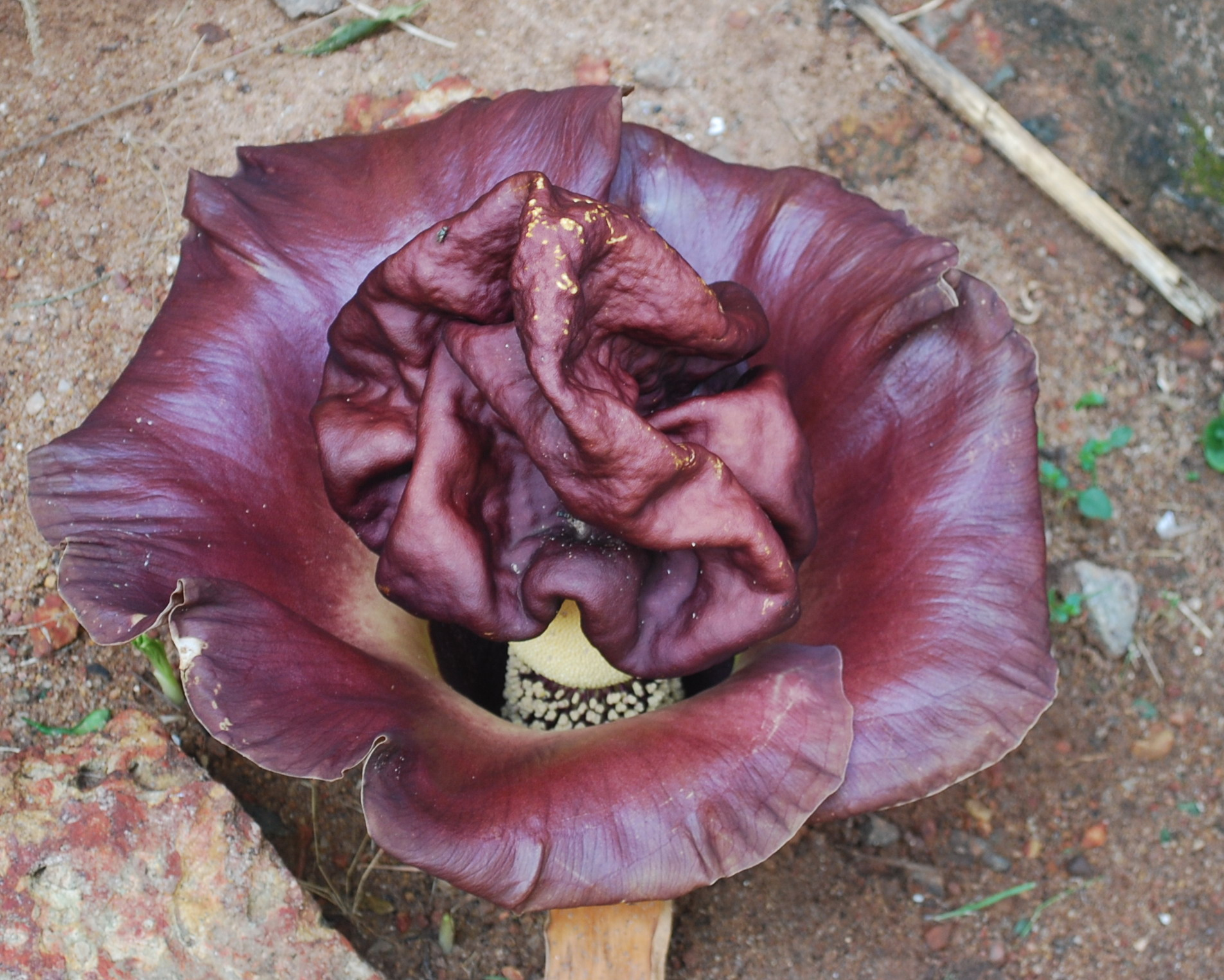
Detalle de la flor

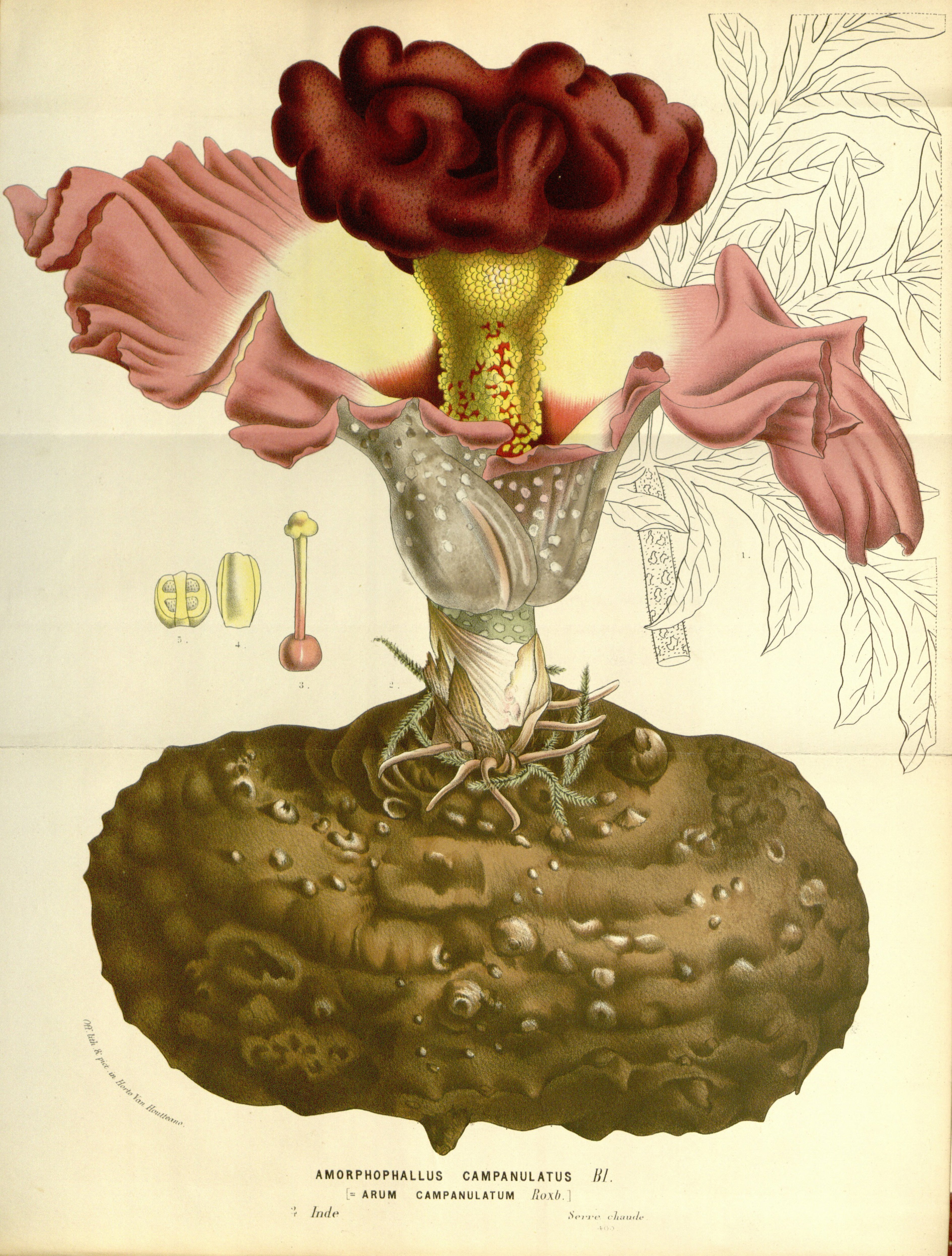
Ilustración en Flore des Serres

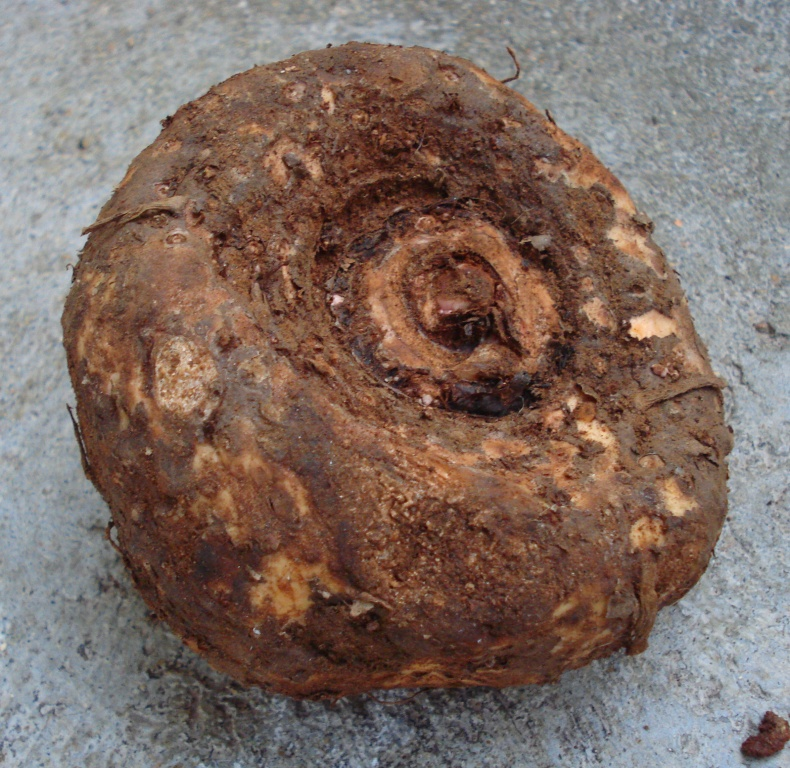
Tubérculo

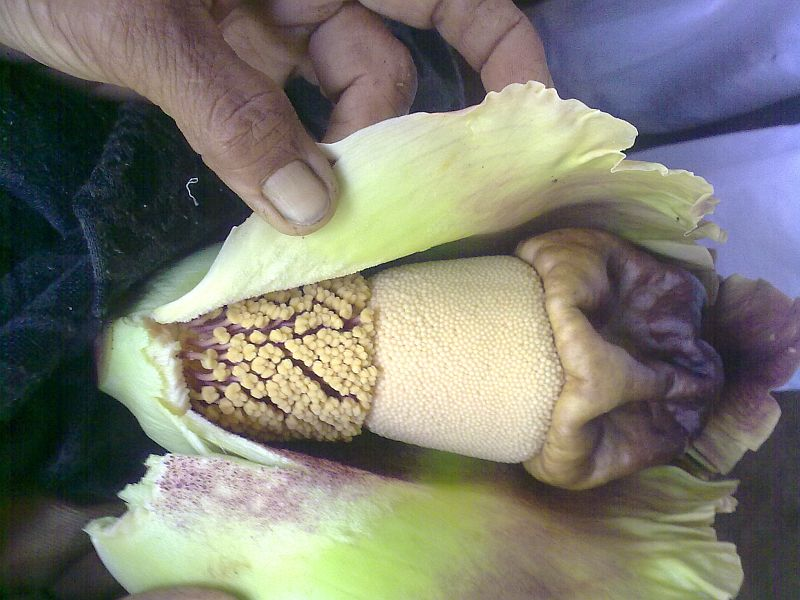
Detalle de la flor

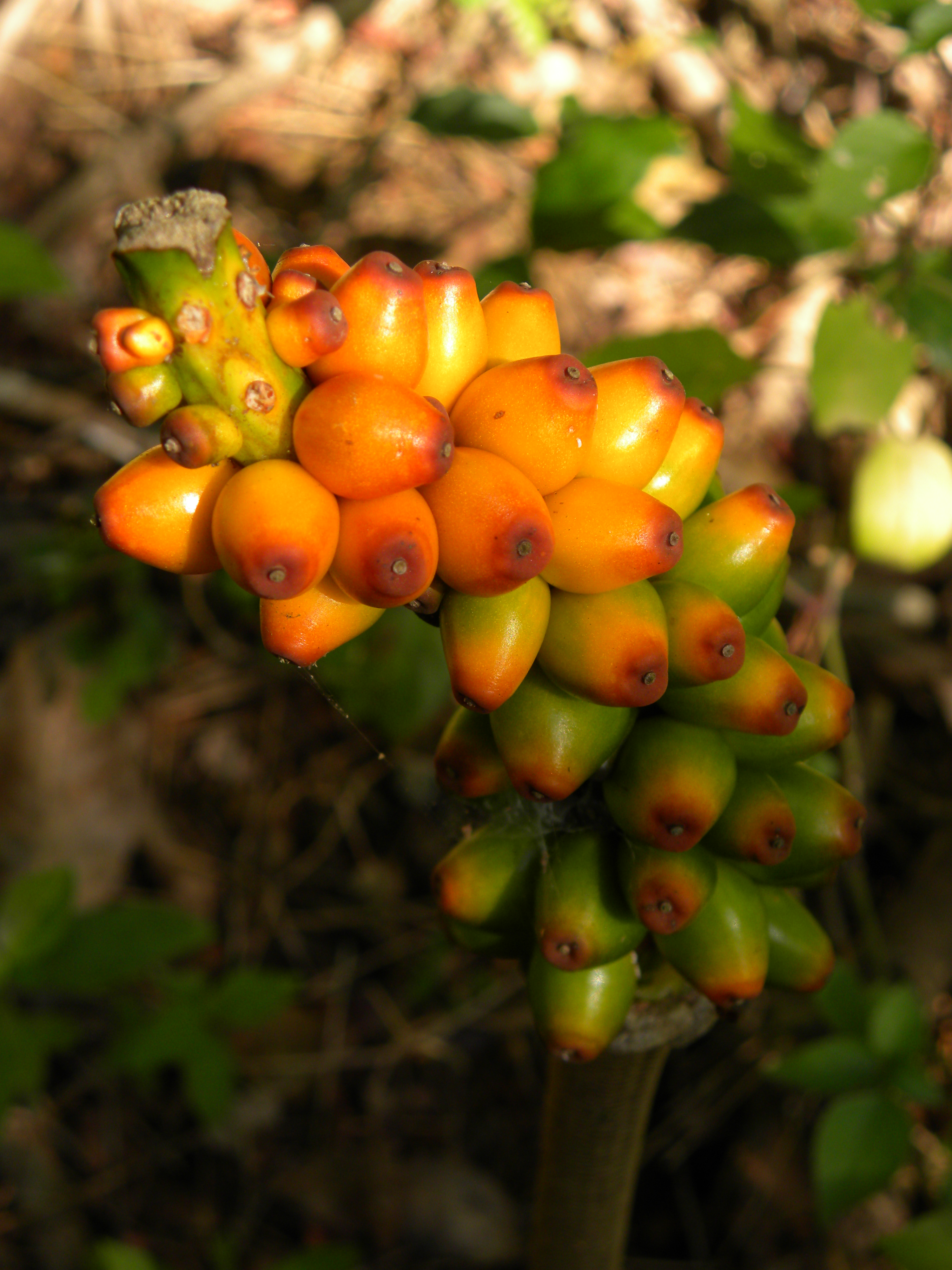
Frutos

## Descripción
Es una hierba perenne que produce una sola inflorescencia, seguido por una hoja solitaria. Después de la temporada de crecimiento, esta muere de nuevo a un órgano de almacenamiento subterráneo (tubérculo). El tubérculo es de color marrón oscuro, aplanado, en forma de globo, de hasta 50 × 30 cm con cicatrices profundas prominentes. Pesa hasta unos 15 kg.
Hojas: Por lo general, una (a veces dos) por tubérculo. Pecíolo (tallo de la hoja) de hasta 2 m de altura y 20 cm de diámetro con superficie rugosa, verrugosa. Color pálido a verde oscuro o negruzco verdoso con manchas pálidas y numerosos pequeños puntos oscuros. Limbo de hasta 3 m de diámetro y profundamente dividido en segmentos. Foliolos de hasta 35 × 12 cm.
Espádice de hasta 70 cm de largo. La porción más inferior de la espádice es de sexo femenino y se cubre con pistilos (partes hembra). Cada pistilo consta de un ovario de color verde pálido o marrón con un tallo marrón (estilo) y dos o tres lóbulos cabeza amarilla (estigma). La siguiente zona floral es masculina y contiene estambres amarillos bien repletos. La punta de la espádice es un apéndice, marrón oscuro bulboso, redondeado y profundamente arrugado.
La espata (bráctea que rodea el espádice): con forma de campana, más ancho que largo, de hasta 45 × 60 cm, color verde pálido a marrón oscuro con manchas pálidas en exterior. Tiene apertura hacia el exterior para formar una estructura volante, brillante marrón, semejante a un collar alrededor del espádice. La parte basal del interior pálido verde-amarillo.
Frutas: Alrededor de 2 × 1 cm, de color rojo brillante cuando está madura. Fructifica en un pedúnculo (tallo) 20-100 cm de largo. La flor (espádice) emite un olor que recuerda a carne podrida, que atrae a los polinizadores, como las moscas y los escarabajos carroñeros.

## Distribución
Amorphophallus paeoniifolius se considera nativa del sur de China (incluyendo Taiwán), Bangladés, India, Sri Lanka, Laos, Birmania, Tailandia, Vietnam, Borneo, Isla de Java, Malasia, Filipinas, Célebes, Sumatra, Nueva Guinea, el norte de Australia, Fiyi y Samoa. Se considera naturalizada en Madagascar y las Seychelles.

## Hábitat
Se encuentra en los bosques secundarios o zonas muy perturbadas, a una altitud de 800 m sobre el nivel del mar.
Amorphophallus paeoniifolius ha estado en el cultivo en Asia tropical durante siglos. Ha sido ampliamente transportada fácilmente por los seres humanos y se ha escapado desde el cultivo hasta que se ha naturalizado, de manera que su distribución natural no es clara.

## Propiedades
Amorphophallus paeoniifolius es ampliamente cultivada por sus tubérculos comestibles, que son una fuente importante de hidratos de carbono en la India e Indonesia, y una cosecha secundaria valorada en Asia tropical. Se puede encontrar a la venta en los mercados internacionales de alimentos.
También se utiliza ampliamente como forraje.
Amorphophallus paeoniifolius tiene propiedades medicinales y se utiliza en muchas preparaciones ayurvédicas (tradicional hindú). Los tubérculos se considera que tienen propiedades como analgésico, antiinflamatorio, anti-flatulencia, digestivo, afrodisíaco, rejuvenecimiento y propiedades tónicas.
Se utilizan tradicionalmente en el tratamiento de una amplia gama de condiciones, incluyendo gusanos parásitos, inflamación, tos, flatulencia, estreñimiento, hemorroides, anemia y fatiga.

## Taxonomía
Amorphophallus paeoniifolius fue descrita por (Dennst.) Nicolson y publicado en Taxon 26(2/3): 338. 1977.
Etimología
Amorphophallus: nombre genérico que deriva de las palabras griegas: amorphos y phallos, que significa pene deforme.
paeoniifolius: epíteto latino que significa "con las mismas hojas que Paeonia".
Sinonimia
- Amorphophallus campanulatus Decne.
- Amorphophallus campanulatus var. blumei Prain
- Amorphophallus campanulatus f. darnleyensis F.M.Bailey
- Amorphophallus chatty Andrews
- Amorphophallus decurrens (Blanco) Kunth
- Amorphophallus dixenii K.Larsen & S.S.Larsen
- Amorphophallus dubius Blume
- Amorphophallus giganteus Blume
- Amorphophallus gigantiflorus Hayata
- Amorphophallus malaccensis Ridl.
- Amorphophallus microappendiculatus Engl.
- Amorphophallus paeoniifolius var. campanulatus (Decne.) Sivad.
- Amorphophallus rex Prain
- Amorphophallus rex Prain ex Hook. f.
- Amorphophallus sativus Blume
- Amorphophallus virosus N.E.Br.
- Arum campanulatum Roxb.
- Arum decurrens Blanco
- Arum phalliferum Oken
- Arum rumphii Gaudich.
- Arum rumphii Oken
- Candarum hookeri Schott
- Candarum roxburghii Schott
- Candarum rumphii Schott
- Conophallus giganteus Schott ex Miq.
- Conophallus sativus (Blume) Schott
- Dracontium paeoniifolium Dennst.
- Dracontium polyphyllum Dennst.
- Dracontium polyphyllum G.Forst.
- Hydrosme gigantiflora (Hayata) S.S.Ying
- Kunda verrucosa Raf.
- Plesmonium nobile Schott
- Pythion campanulatum Mart.[4][5]